# Jana Vagnerová
Jana Vagnerová (rj. Яна Вагнер, * 8. října 1973 Moskva) je ruská spisovatelka a překladatelka. Mezi její nejznámější díla patří romány Pandemie a Spoluviníci.

## Život

### Rodina a osobní život
Jana Vagnerová se narodila v roce 1973 v Moskvě v dvoujazyčné česko-ruské rodině. Její matka pracovala jako překladatelka do češtiny v Ruském rozhlase, otec byl inženýr a známý moskevský sběratel starých gramofonových desek. Vagnerová je jméno její matky, která se narodila v Kadani, v 60. letech odjela do SSSR studovat ruštinu a ruskou literaturu na pedagogické fakultě v Moskvě. Tam se seznámila se svým budoucím ruským manželem. Za několik let se narodila Jana, její rodiče se vzali a zůstali v Moskvě. Doma mluvili rusky, ale Jana jezdila každé léto na měsíc do Česka za svojí babičkou, dědečkem, sestřenicemi a bratranci, díky čemuž mluví plynně česky.
Do roku 2011 žila v Moskvě. Poté se přestěhovala se svým manželem a synem do vesnice blízko Zvenigoroda, ve které žije jen 11 oficiálně zaregistrovaných obyvatel.

### Studium a profese
V roce 1994 absolvovala Ruskou státní humanitní univerzitu v Moskvě v oboru management. Po absolvování univerzity pracovala 3 roky jako překladatelka do angličtiny. Poté pracovala 10 let v dopravní logistice, až do roku 2008. Procestovala Afriku, Evropu a Latinskou Ameriku. Vytvořila i české titulky pro několik ruských filmových festivalů v Čechách.[zdroj?]

## Dílo
Jana se proslavila svým debutním katastrofickým románem Pandemie, který začala psát v roce 2010 ve 37 letech „úplnou náhodou“. Napsala krátký úryvek textu a vložila ho na internet na svůj blog. Díky příznivým ohlasům čtenářů pokračovala dál ve psaní. Během roku měla román dopsaný. Dostala nabídku hned od tří ruských nakladatelství. V roce 2011 vyšel tento román v nakladatelství EKSMO, a v roce 2019 vyšel znovu v nakladatelství AST v redakci Jeleny Šubinové. Proslavila se s ním nejen v Rusku, ale i v zahraničí. Několik měsíců po prvním vydání jí nabídli překlad do švédštiny a pak do dalších 11 jazyků. Podle této knihy vychází i ruský seriál s názvem Epidemie, který měl premiéru 14. listopadu 2019.
V roce 2013 vyšlo volné pokračování prvního románu pod názvem Živí lidé. Její zatím poslední (do roku 2019) román Spoluviníci vydalo nakladatelství AST v roce 2017. Na českém překladu této knížky spolupracovala s Jaroslavou Janečkovou a nakladatelstvím Fenix. Na podzim 2019 přijela do České republiky tento svůj psychologicko-detektivní román představit. Kromě románů napsala i 9 povídek a 1 novelu.

### Romány
- Pandemie – 2011, nakladatelství EKSMO (2011), AST (2019)
- Živí lidé – 2013, nakladatelství AST
- Spoluviníci – 2017, nakladatelství AST

### Novely
- 2068 – 2018, nakladatelství Vimbo

### Povídky
- Lízina láska (Лизина любовь) – 2010, nakladatelství AST
- Husa (Дура) – 2010, nakladatelství AST
- Past (Ловушка) – 2010, nakladatelství AST
- Žena v jeho domě (Женщина в его доме) – 2010, nakladatelství AST
- Výměna (Обмен) – 2010, nakladatelství AST
- Anna mluví (Анна говорит) – 2010, nakladatelství AST
- Ošklivá Soňa (Некрасивая Соня) – 2013, nakladatelství Astrel
- Jeden normální den (Один нормальный день) – 2014, nakladatelství Astrel
- Blahoslavení chudí v duchu (Блаженны нищие духом) – 2018, nakladatelství Astrel

### Audioknihy
- Pandemie (Вонгозеро) – 2018
- Živí lidé (Живые люди) – 2018
- Spoluviníci (Кто не спрятался) – 2018
- 2068 – 2019
- Jeden normální den (Один нормальный день) – 2019
- Blahoslavení chudí v duchu (Блаженны нищие духом) – 2019

### Zfilmování
- Epidemie (Эпидемия) – 2019, seriál, podle románu Pandemie

## Ocenění
- 2011 — cena NOS (НОС) – román Pandemie[9]
- 2012 — Nacionalnyj bestseller (Национальный бестселлер) – román Pandemie[10]
- 2013 — Nacionalnyj bestseller (Национальный бестселлеp) – román Živí lidé[11]
- 2018 — Nacionalnyj bestseller (Национальный бестселлер) – román Spoluviníci[12]
- 2018 — Bolšaja kniga (Большая книга) – román Spoluviníci[13]
- 2018 — Jasnaja poljana (Ясная поляна) – román Spoluviníci[14]

### Finalista
- 2015 – Grand Prix des lectrices de Elle – román Pandemie[15]
- 2015 – Prix Bob Morane 2015 (prix littérature fantastique) catégorie meilleur roman étranger – román Pandemie[16]
- 2015 – Prix Russophonie meilleure traduction du russe vers le français – román Pandemie[17]

## Zajímavosti
Díky svým kořenům má Jana Vagnerová blízko k Česku, a přestože se do České republiky nedostane každý rok, čte alespoň české knihy a sleduje české moderní kino, aby neztratila češtinu. Přečetla všechna díla od Milana Kundery. Mezi její oblíbené knihy patří Báječná léta pod psa od Michala Viewegha, kterou přečetla i v ruštině. Viděla filmy od Zdeňka Svěráka a Jana Hřebejka. V oblibě má taky Alice Nellis.

## Citáty
| „                                    | Nikdy si neosvojím tuhle jednoduchost a schopnost mít kůži jako hroch, neumím prostě žít na tak malém prostoru, skoro tělo na tělo, protože nejlepším obranným prostředkem pro mě dosud vždy byla vzdálenost mezi mnou a ostatními. Ale teď v tomhle světě postaveném na hlavu, mohu na klid a odstup od lidí zapomenout | “ |
| — Jana Vagnerová, Pandemie, str. 414 | |   |